# EC 1.14
La EC 1.14 è una sottoclasse della classificazione EC relativa agli enzimi. Si tratta di una sottoclasse delle ossidoreduttasi che include enzimi che agiscono su donatori di elettroni accoppiati, con O2 come ossidante ed incorporazione o riduzione di un atomo di ossigeno all'interno di ogni donatore (l'ossigeno incorporato non deriva necessariamente da O2).

## Sotto-sottoclassi
Esistono dodici ulteriori sotto-sottoclassi:
- EC 1.14.11: un donatore è 2-ossoglutarato e c'è incorporazione di un atomo di ossigeno nell'altro donatore;
- EC 1.14.12: un donatore è NADH o NADPH e c'è incorporazione di due atomi di ossigeno nell'altro donatore;
- EC 1.14.13: un donatore è NADH o NADPH e c'è incorporazione di un atomo di ossigeno nell'altro donatore;
- EC 1.14.14: un donatore è una flavina o una flavoproteina ridotta e c'è incorporazione di un atomo di ossigeno nell'altro donatore;
- EC 1.14.15: un donatore è una proteina ferro-zolfo ridotta e c'è incorporazione di un atomo di ossigeno nell'altro donatore;
- EC 1.14.16: un donatore è pteridina ridotta e c'è incorporazione di un atomo di ossigeno nell'altro donatore;
- EC 1.14.17: un donatore è ascorbato ridotto e c'è incorporazione di un atomo di ossigeno nell'altro donatore;
- EC 1.14.18: un donatore è un composto diverso dai precedenti e c'è incorporazione di un atomo di ossigeno nell'altro donatore;
- EC 1.14.19: con ossidazione di una coppia di donatori che risulta nella riduzione di O2 a due molecole di acqua;
- EC 1.14.20: un donatore è 2-ossoglutarato e l'altro viene deidrogenato;
- EC 1.14.21: un donatore è NADH o NADPH e l'altro viene deidrogenato;
- EC 1.14.99: mista.